# ペイトン・タルボット
ペイトン・タルボット（Payton Talbott、1998年9月9日 - ）は、アメリカ合衆国の男性総合格闘家。ネバダ州ラスベガス出身。リノ・アカデミー・オブ・コンバット所属。

## 来歴
アフリカ系アメリカ人、チョクトー族にルーツを持つ両親との間に生まれ、リノ高校時代にはアメリカンフットボールとレスリングを経験した。その後、地元の寿司屋でコナー・マクレガーの試合のハイライトを観て総合格闘技に興味を持つと、7、8カ月のトレーニングを経てアマチュア総合格闘技で5戦全勝の戦績を残し、2021年にプロ総合格闘技デビュー。
2023年8月8日、Dana White's Contender Series 57でレイエス・コルテス・ジュニアと対戦し、3-0の判定勝ちを収め、UFCとの契約権を獲得した。

### UFC
2023年11月18日、UFC初参戦となったUFC Fight Night: Allen vs. Craigでニック・アギーレと対戦し、ギロチンチョークで3R一本勝ち。
2024年3月23日、UFC on ESPN: Ribas vs. Namajunasでキャメロン・サーイマンと対戦し、左フックでダウンを奪いパウンドで2RTKO勝ち。パフォーマンス・オブ・ザ・ナイトを受賞した。
2024年6月22日、UFC 303でヤニス・ゲムーリと対戦し、右ストレートでダウンを奪いパウンドで開始19秒のKO勝ち。2試合連続のパフォーマンス・オブ・ザ・ナイトを受賞した。
2025年1月18日、UFC 311でラオーニ・バルセロスと対戦し、0-3の判定負け。キャリア初黒星を喫した。

## 戦績

### 総合格闘技
| 総合格闘技 戦績 | 総合格闘技 戦績 | 総合格闘技 戦績 | 総合格闘技 戦績 | 総合格闘技 戦績 | 総合格闘技 戦績 | 総合格闘技 戦績 |
| --------------- | --------------- | --------------- | --------------- | --------------- | --------------- | --------------- |
| 11 試合         | (T)KO           | 一本            | 判定            | その他          | 引き分け        | 無効試合        |
| 10 勝           | 7               | 1               | 2               | 0               | 0               | 0               |
| 1 敗            | 0               | 0               | 1               | 0               | 0               | 0               |

| 勝敗 | 対戦相手                     | 試合結果                             | 大会名                                                    | 開催年月日     |
| ○    | フェリペ・リマ               | 5分3R終了 判定3-0                    | UFC 317: Topuria vs. Oliveira                             | 2025年6月28日  |
| ×    | ラオーニ・バルセロス         | 5分3R終了 判定0-3                    | UFC 311: Makhachev vs. Moicano                            | 2025年1月18日  |
| ○    | ヤニス・ゲムーリ             | 1R 0:19 KO（右ストレート→パウンド）  | UFC 303: Pereira vs. Procházka 2                          | 2024年6月29日  |
| ○    | キャメロン・サーイマン       | 2R 0:21 TKO（左フック→パウンド）     | UFC on ESPN 53: Ribas vs. Namajunas                       | 2024年3月23日  |
| ○    | ニック・アギーレ             | 3R 0:58 リアネイキドチョーク         | UFC Fight Night: Allen vs. Craig                          | 2023年11月18日 |
| ○    | レイエス・コルテス・ジュニア | 5分3R終了 判定3-0                    | Dana White's Contender Series 57                          | 2023年8月8日   |
| ○    | クリスチャン・リバス         | 3R 1:35 TKO（スタンドパンチ連打）    | Urijah Faber's A1 Combat 9 【A1バンタム級タイトルマッチ】 | 2023年3月18日  |
| ○    | アンソニー・ヒメネス         | 1R 1:15 TKO（右飛び膝蹴り→パウンド） | Urijah Faber's A1 Combat 6 【A1バンタム級タイトルマッチ】 | 2022年10月22日 |
| ○    | ヘクター・ハファルド         | 2R 4:51 TKO（右ストレート→パウンド） | Urijah Faber's A1 Combat 2 【A1バンタム級王座決定戦】     | 2022年5月28日  |
| ○    | ビリー・ブランド             | 3R 2:36 TKO（スタンドパンチ連打）    | FirePower 4: Sudden Impact                                | 2022年2月12日  |
| ○    | アブディカビル・カルダール   | 2R 3:06 TKO（スタンドパンチ連打）    | FirePower 3: Magnum Force                                 | 2021年11月27日 |

## 獲得タイトル
- A1 Combatバンタム級王座（2022年）
- KOTCアマチュアバンタム級王座（2021年）

## 表彰
- UFC パフォーマンス・オブ・ザ・ナイト（2回）